# Vladislav Cherny
Vladislav Cherny (russisch Владислав Чёрный ‚Wladislaw Tschorny‘; * 21. Juni 2003 in Bielefeld oder Magnitogorsk, Russland) ist ein deutsch-russischer Fußballspieler. Der offensive Mittelfeldspieler steht seit Februar 2024 beim TSV Havelse unter Vertrag.

## Karriere
Cherny begann im Bielefelder Stadtteil Theesen beim VfL Theesen mit dem Fußballspielen, ehe er zur Saison 2016/17 im Alter von 13 Jahren in das Nachwuchsleistungszentrum des SC Paderborn 07 wechselte. Nach einem Jahr mit den C1-Junioren (U15) in der C-Junioren-Regionalliga West wechselte er zur Saison 2017/18 innerhalb der Liga zur U15 von Arminia Bielefeld. In den folgenden Spielzeiten 2018/19 und 2019/20 war der offensive Mittelfeldspieler mit den B1-Junioren (U17) als Stammspieler in der B-Junioren-Bundesliga aktiv. Zur Saison 2020/21 rückte Cherny zu den A-Junioren (U19) auf. Nach 3 Einsätzen in der A-Junioren-Bundesliga konnten die Ligen im Juniorenbereich aufgrund der COVID-19-Pandemie ab November 2020 nicht mehr fortgeführt werden. In der Folge trainierte er immer wieder mit der Profimannschaft, die in der Bundesliga spielte. Zur Saison 2021/22 erhielt der 18-Jährige seinen ersten Profivertrag mit einer Laufzeit bis zum 30. Juni 2024 und rückte unter dem Cheftrainer Frank Kramer fest in die Profimannschaft auf. Bei den Profis saß er 9-mal in der Bundesliga auf der Bank, wurde jedoch nicht eingewechselt. Für die U19, für die er in dieser Spielzeit letztmals spielberechtigt war, kam Cherny 14-mal zum Einsatz und erzielte ein Tor, konnte aber den Abstieg seiner Mannschaft in die Westfalenliga nicht verhindern. Am Saisonende stieg er auch mit den Profis in die 2. Bundesliga ab.
Nachdem Cherny unter dem neuen Cheftrainer Uli Forte an den ersten beiden Spieltagen nicht zum Kader gezählt hatte, wechselte er Ende Juli 2022 bis zum Ende der Saison 2022/23 auf Leihbasis zum Schweizer Zweitligisten FC Schaffhausen. Einen Tag später gab er sein Profidebüt beim 2:0-Sieg über Neuchâtel Xamax, als er von Hakan Yakin im Laufe der zweiten Halbzeit eingewechselt wurde und in der Schlussphase den Treffer zum Endstand erzielte. Nach neun Ligaeinsätzen wurde er dann ab Ende Oktober nicht mehr berücksichtigt. Ende Januar 2023 wurde die Leihe vorzeitig beendet und Cherny wechselte bis zum Saisonende auf Leihbasis in die viertklassige Regionalliga West zum SC Wiedenbrück.
Nachdem er zur Saison 2023/24 wieder zu Arminia Bielefeld zurückkehrte, jedoch auf keinen Einsatz kam, schloss er sich im Februar 2024 dem TSV Havelse aus der Regionalliga Nord an.

## Erfolge
- Meister der Regionalliga Nord: 2025 (TSV Havelse)
- Westfalenpokalsieger: 2024 (Arminia Bielefeld)

## Familie
Sein jüngerer Bruder Nick (* 2007) ist ebenfalls Fußballspieler.